# Gaine (statuaire)
Pour les articles homonymes, voir gaine.

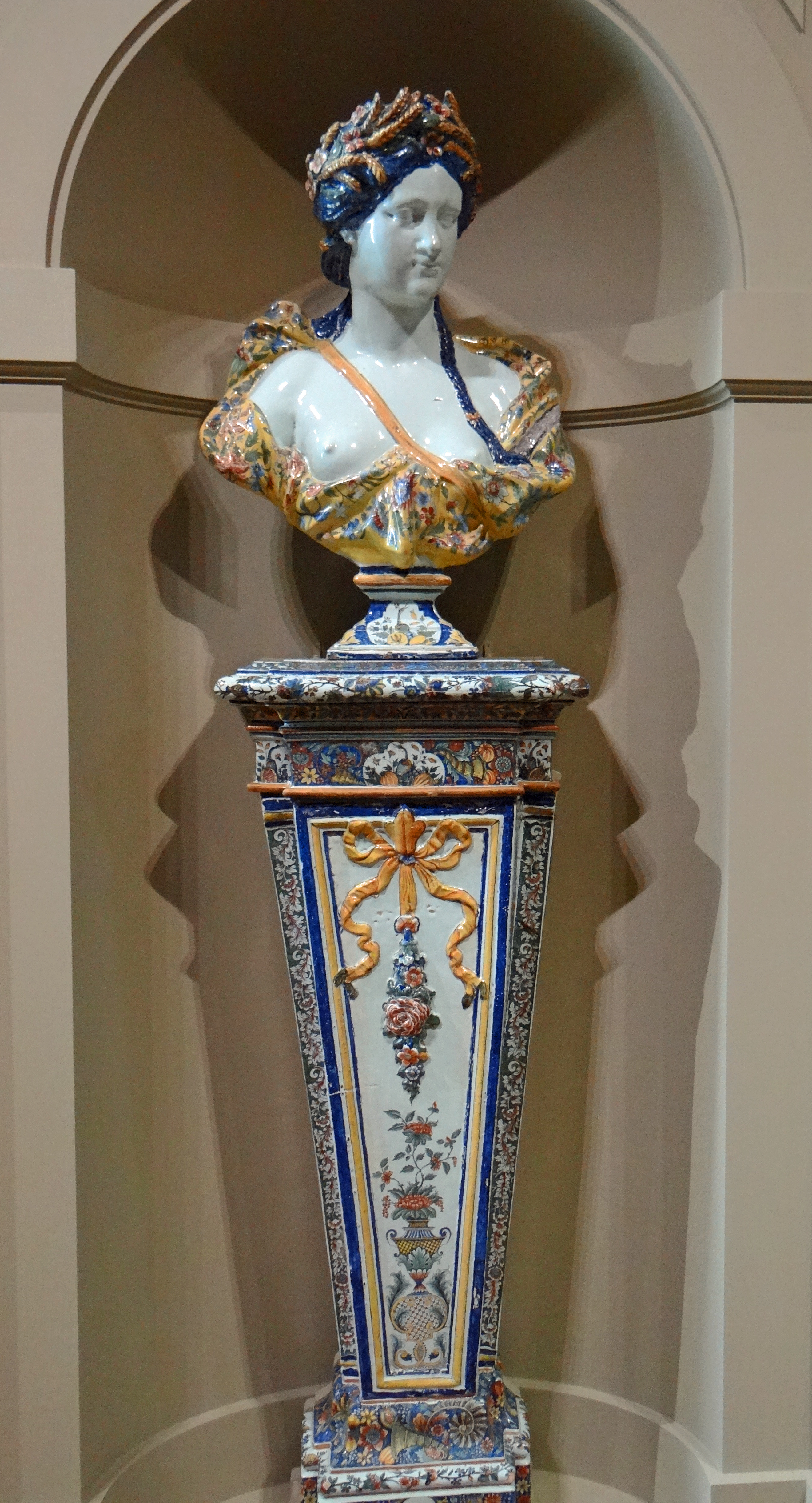
Buste et gaine Musée du Louvre.

En statuaire, la gaine est un piédestal s’évasant de bas en haut, servant à poser un buste, ou se reliant insensiblement à la naissance d’un buste ou d’une statue à mi-corps ou sans bras.

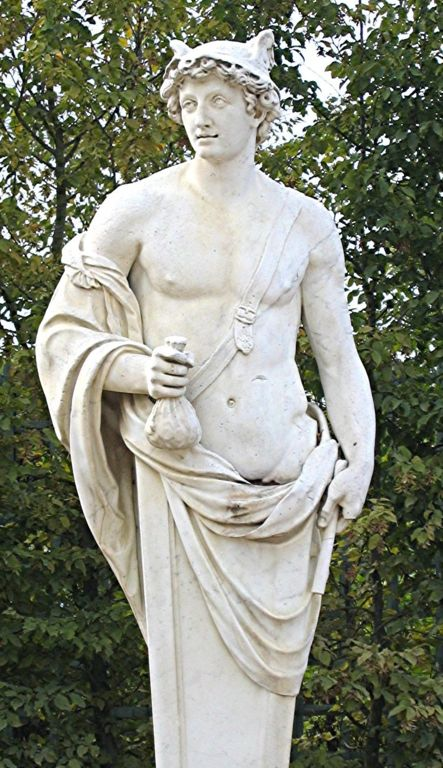
Hermès

Lorsque le buste décoratif fait partie du socle il se dénomme « terme », « hermès », « buste d’Hermès » ou on parle de « figure engainée ».